# 혼자는 싫어요
혼자는 싫어요(Eu Nao Quero Voltar Sozinho, I Don't Want to Go Back Alone)는 브라질에서 제작된 다니엘 리베이로 감독의 2010년 드라마 영화이다.

## 출연
- Ghilherme Lobo - Leonardo 역
- Fabio Audi - Gabriel 역
- Tess Amorim - Giovana 역